# オークス (出版社)
株式会社オークス（オークス）は、かつて存在した日本の出版社。2002年（平成14年）、オークラ出版の子会社として設立。アダルト系など雑誌の出版を中心に、ムックや漫画単行本の発行を手がけていた。『COMIC XO』は人気雑誌だった。
2017年7月にオークラ出版に吸収合併された。その時点で発行していたSEPIAも2017年8月号を以って廃刊となり、オークス系の作品でオークラ出版から出版されるものは一切なくなり、オークラ出版のラインナップにも情報は一切登場してこない。

## 刊行物

### コミックス
- XOコミック
  - XOコミック百合シリーズ
- OKSコミックス
  - OKS COMIX 百合シリーズ

### 雑誌
- SEPIA（偶数月22日発売、合併吸収に伴い2017年8月号をもって廃刊）
- COMIC XO　(2010年3月号まで)　→　電子雑誌COMIC XO 絶！（電子文書化→廃刊、既にDMMでの販売も停止)
- 華陵学園初等部（2006～2010→2010年に電子雑誌へ移行→2014年廃刊、既にDMMでの販売も停止）
- 華陵さくら組 悦（電子雑誌）→ 華陵絶対領域（電子雑誌（2012年に名称変更）→2016年廃刊(2018年時点で一部雑誌がDMMで販売中)）
- コミック夢雅（休刊→コミック夢雅の誌名で再開→休刊）
- 制服女子校生（2011年8月号まで刊行）
- SAGA 〜性〜（2015年5月号で休刊)
- 裏SAGA(Vol.28で休刊)
- 聖パイパン学園（『制服女子校生』から改題）
- イーエルオーノベルズ
- ヴァージン☆文庫